# العقمة (تعز)
العقمه هي إحدى قرى الجمهورية اليمنية. وهي تتبع جغرافيًا لمحافظة تعز. وإداريًا لمديرية موزع. يبلغ تعداد سكانها 4315 نسمة حسب الإحصاء الذي جرى عام 2004.